# 에스테리아 (갑각류)

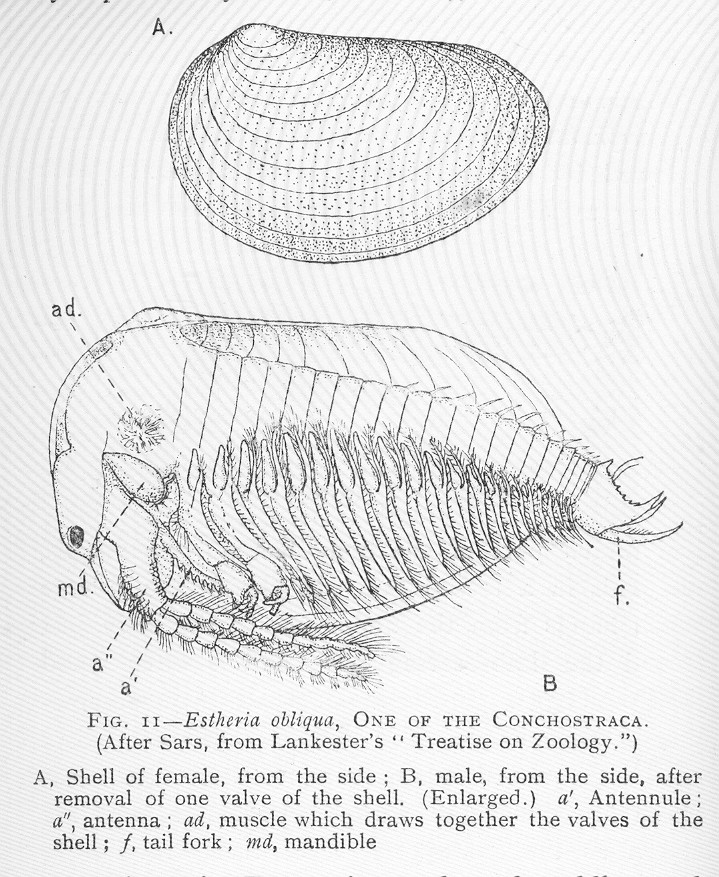

에스테리아 (Estheria, Lioestheria)는 석탄기때부터 백악기(360.7 to 99.7 Mya)까지 번성했다가 멸종한 갑각류 속이다. 매우 작고 느리게 움직이는 자연 발생 쓰레기인 유영동물을 먹고 살았다. 해양, 민물 환경 모두에서 발견되었다.
1912년 처음 식별되었으며, 독일, 헝가리, 콜로라도, 뉴멕시코, 몬타나, 텍사스 중국에서 발견되었다.